# Інокентій (Летяєв)
Архієпископ Інокентій (в миру: Інокентій Олексійович Летяєв; 7 липня 1882 , Бійськ, Алтайська губернія — 14 грудня 1937) — православний єпископ, монголознавець (калмикіст). Релігійний діяч України, Кубані, Білорусі та Росії. Місцевошановий святий Харківської єпархії УПЦ (пам'ять: 19 травня (1 червня). Росіянин, імовірно ерзянського походження. 
Жертва сталінського терору. 

## Біографія
Народився на Алтаї в родині православного священика. 1907, навчаючись у Татарстані, в Казанській духовній академії, пострижений в чернецтво і рукоположений у ієродиякона. Закінчуючи навчання 1909, висвячений на ієромонаха. Закінчив академію зі ступенем кандидата богослов'я, захистивши дисертацію «Опыт калмыко-русского богословского словаря. (По трудам А.М.Позднеева «Новый Завет» на калмыцком языке)». 
Однак працювати на духовній ниві у Калмикії йому не поталанило. Він призначений викладачем Іркутської церковно-учительської семінарії. З 1911  — наглядач Іркутського духовного училища.
З 23 січня 1913 — завідувач Іркутської церковно-учительської семінарії і настоятель Володимирського монастиря в сані архімандрита.
З 6 березня 1914 — в Україні. Призначений завідувачем Полтавської церковно-вчительської школи і настоятель Сампсоновської церкви, що на полі  трагічної полтавської битви. У квітні 1918, під час кризи в УНР, виїжджає назад, до Росії, де селиться у місті Тула. Після стабілізації більшовицького режиму, 7 листопада 1921, хіротонізований на єпископа Клинського, вікарія Московської єпархії.
1922 перейшов до ієрархії Православної Церкви СССР, яку інші православні деномінації називали «обновленським розколом». Вищим церковним управлінням призначений знову в Україну, тепер на Катеринославську кафедру. У червні 1923 повернувся до Московської Патріархії, але у єпископському сані, отриманому в ПЦ СССР.
З 15 жовтня 1923 — єпископ Ставропольський і Кавказький, однак фактично єпархією не керував. 1924 проводив активну місіонерську діяльність на сході Біларусі, у місті Вітебськ. Тоді ж виїхав до Москви, де 1925 був заарештований і утримувався у Бутирській в'язниці. 
Звільнений у липні 1926 року, а з 20 серпня 1926 вже єпископ Краснодарський і Кубанський РПЦ. Але буквально за кілька місяців знову заарештований і висланий до Білгорода Курської губернії. З 1 жовтня 1927 — єпископ Ростовський, вікарій Ярославської єпархії.
З 2 листопада 1927 — єпископ Подільський, вікарій Московської єпархії.
З 18 травня 1932 — єпископ Владімірський, у Мерянії. Член Тимчасового патріяршого синоду РПЦ. 
З 5 лютого 1935 — архієпископ Харківський РПЦ, але фактично до справ не приступав. Заарештований органами Харківського НКВД СССР 20 липня 1936 і 27 грудня 1936 постановою Особливої наради при цій охранці засуджений до ув'язнення в концтаборах строком на 5 років. Карався в Орлово-Розовському пункті Сіблагу НКВД. Однак йому і тут не дали спокою. Новосибірське НКВД фабрикувало справу про «білогвардійську змову», тому зв'язки ув'язненого Інокентія Летяєва з митрополитом Харбинським та Маньчжурським Мефодієм (Герасимовим), який був на еміграції, стали основою для нового, фатального вироку. 
8 грудня 1937 постановою Трійки НКВД засуджений до смерті. Убитий у тюрмі 14 грудня 1937. Реабілітований самими комуністами 1958.

### Вшанування в Україні
22 червня 1993 визначенням Священного Синоду Української Православної Церкви прославлений як місцевошанований святий Харківської єпархії.